# Levín (district de Litoměřice)
Levín (en allemand : Lewin) est une commune du district de Litoměřice, dans la région d'Ústí nad Labem, en République tchèque. Sa population s'élevait à 130 habitants en 2021.

## Géographie
Levín se trouve à 14 km au nord-est de Litoměřice, à 18 km à l'est-sud-est d'Ústí nad Labem et à 61 km au nord de Prague.
La commune est limitée à l'ouest et au nord par Lovečkovice, à l'est et au sud par Úštěk, au sud-ouest par Liběsice.

## Histoire
La première mention écrite du village date de 1352.

## Administration
La commune se compose de deux quartiers :
- Horní Vysoké
- Levín

## Transports
Par la route, Levín se trouve à 19 km de Litoměřice, à 23 km d'Ústí nad Labem et à 84 km de Prague.